# Musikjahr 1670
Liste der Musikjahre

◄◄ | ◄ | 1666 | 1667 | 1668 | 1669 | Musikjahr 1670 | 1671 | 1672 | 1673 | 1674 | ► | ►►

Weitere Ereignisse
Dieser Artikel behandelt das Musikjahr 1670.

## Ereignisse
- 4. oder 7. Februar: Die Ballettkomödie oder Ballettoper Les amants magnifiques von Jean-Baptiste Lully und Molière wird im Schloss Saint-Germain-en-Laye uraufgeführt.
- 00. Juni: Christian Geist wird Mitglied der schwedischen Hofkapelle unter Gustaf Düben.
- 14. Oktober: Molières Ballettkomödie Der Bürger als Edelmann hat seine Uraufführung im Schloss Chambord. Die Musik stammt von Jean-Baptiste Lully.

## Instrumental- und Vokalmusik (Auswahl)
- Angelo Berardi – Sinfonie a violino solo con basso continuo Libro primo, op. 7
- Giacomo Carissimi – Arion Romanus sive Liber primus sacrarum cantionum I. II. III. IV. V. vocibus vel instrumentis concinendarum, gedruckt bei David Hautt junior in Konstanz RISM ID: 990008884
- Maurizio Cazzati – Sonate a due istromenti cioè violino é violone, op. 55, Bologna
- Jacques Champion de Chambonnières – Les Pieces de clavessin, Livre premier
- Marc-Antoine Charpentier – O pretiosum, O salutiferum, H. 245
- Denis Gaultier – Pièces de luth sur trois différens modes nouveaux
- Giovanni Legrenzi – Acclamationi divote, op. 10
- Pavel Josef Vejvanovský – Baletti pro tabula in C-Dur

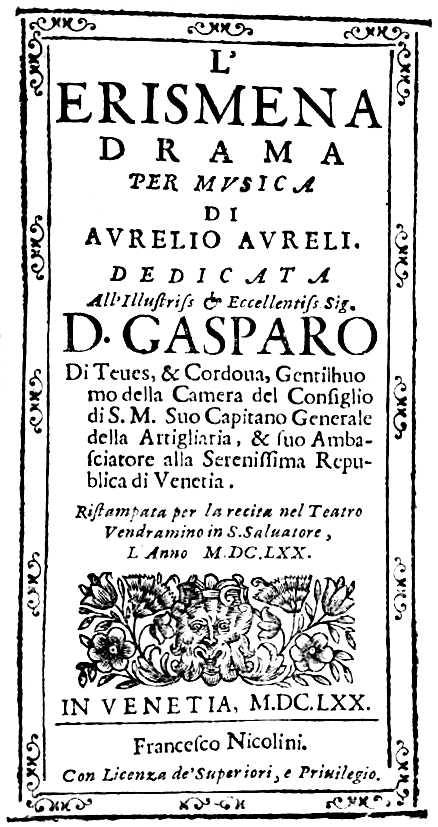
Francesco Cavalli – Erismena – title page of the libretto – Venice 1670

## Musiktheater
- Ludovico Busca – L’Ippolita, Reina delle Amazzoni
- Antonio Draghi – Le risa di Democrito, trattenimento per musica, 3 Akte, 16. Februar
- Antonio Draghi – Leonida in Tegea, Dramma per musica, 3. Akt verschollen, 9. Juni

## Musiktheoretische Schriften
- Angelo Berardi – Discorsi musicali

## Geboren

### Geburtsdatum gesichert
- 24. Januar: William Congreve, englischer Dramatiker, Dichter und Librettist († 1729)
- 28. Februar: José de Torres, spanischer Organist, Komponist, Musiktheoretiker und Verleger († 1738)
- 24. April: Christian Ludwig Boxberg, deutscher Komponist und Organist († 1729)
- 01. Juli (getauft): Samuel Rudolph Behr, deutscher Tanzmeister und Komponist († nach 1716)
- 18. Juli: Giovanni Bononcini, italienischer Violoncellospieler und Komponist († 1747)
- 19. Juli: Richard Leveridge, englischer Sänger und Komponist († 1758)
- 09. September: Andreas Armsdorff, deutscher Komponist und Organist († 1699)
- 10. November: Johannes Avenarius, deutscher evangelischer Geistlicher, Superintendent von Gera und Verfasser theologischer und hymnologischer Schriften († 1736)

### Genaues Geburtsdatum unbekannt
- Julie d’Aubigny, französische Schwertkämpferin und Opernsängerin († 1707)
- Antonio Caldara, venezianischer Violoncellist und Komponist († 1736)
- Pompeo Cannicciari, italienischer Komponist († 1744)
- Johann Christian Jacobi, deutsch-englischer Küster, Buchhändler, Übersetzer und Kantor († 1750)
- Ignaz Menzel, schlesischer Orgel- und Klavierbauer († 1730)
- Turlough O’Carolan, irischer Nationalkomponist († 1738)

### Geboren vor 1670
- Nicola Acerbo, italienischer Komponist und Musikpädagoge († nach 1690)

### Geboren um 1670
- Johan Niclas Cahman, schwedischer Orgelbauer († 1737)
- Johann Georg Wenzel Casparides, österreichischer Orgelbauer († 1735)
- Friedrich Salomon Kaltschmidt, deutscher Kirchenmusiker in Küstrin, Berlin und Stettin († nach 1726)
- Valentin Müller, deutscher Orgelbauer und kurpfälzischer Land- und Hoforgelmacher († 1734)
- Johann David Sieber, altösterreichischer Orgelbauer († 1723)
- Vittoria Tarquini, italienische Sängerin († 1746)

## Gestorben

### Todesdatum gesichert
- 06. April: Leonora Baroni, italienische Opernsängerin, Musikerin und Komponistin (* 1611)
- 23. April: Loreto Vittori, italienischer Kastrat und Komponist (* 1604)
- 28. April: Jesson Quinart, französischer Komponist und Kanoniker (* 1583)
- 03. Juni: Johann Bahr, deutscher Organist und Komponist (* um 1610)
- 22. Juni: Erdmuthe Sophie von Sachsen, Markgräfin von Brandenburg-Bayreuth, Kirchenlieddichterin, Schriftstellerin und Historikerin (* 1644)
- 18. Juli: Giuseppe Allevi, italienischer Komponist (* 1603 oder 1604)
- 29. Juli: Vincenzo Amato, italienischer Komponist (* 1629)
- 27. November: Johann Ehemann, süddeutscher Musikinstrumenten- und Orgelbauer (* vor 1638)

### Genaues Todesdatum unbekannt
- Nicolaus Hasse, deutscher Komponist (* nach 1600)
- Cornelis Thymenszoon Padbrué, niederländischer Komponist (* um 1592)
- Ernst Sonnemann, deutscher evangelischer Pastor und Kirchenlieddichter (* 1630)
- Andreas Weiß, deutscher Orgelbauer (* 1596)